# Bloedbad van Kraras

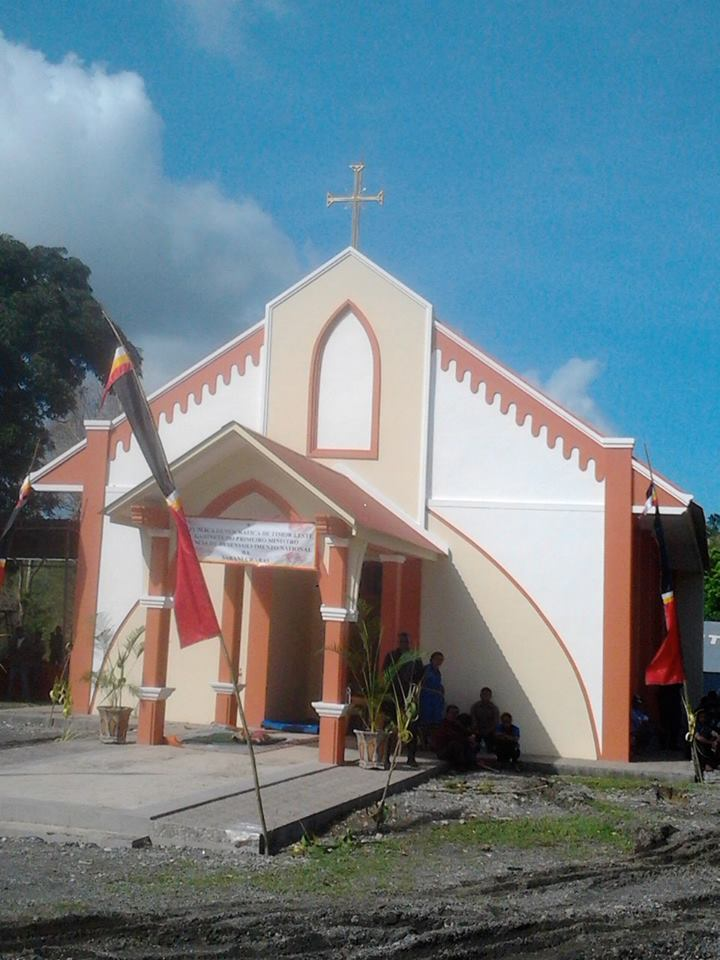
Kerk in Kraras

Het bloedbad van Kraras verwijst naar een reeks moorden op burgers door Indonesische soldaten rond het Oost-Timorese dorp Kraras (Kararas, Krarás) in het administratieve district Viqueque tussen augustus en oktober 1983. De regio wordt nu de Vallei van de Weduwen genoemd.
Tot 1978-1979 leefden de meeste bewoners van Bibileo buiten de controle van het Indonesische leger. In 1979 werden de inwoners van Bibileo, die gevangen waren genomen, overgeplaatst naar Viqueque. In 1981 werden zij opnieuw overgeplaatst naar een nederzetting ten noorden van Viqueque, Kraras genaamd.
De controle van het Indonesische leger over de regio werd geholpen door twee Timorese burgereenheden. De Hansip waren bewapend en werden betaald door het Indonesische leger, terwijl de Ratih (Rakyat Terlatih, "getrainde mensen") niet bewapend of betaald waren. Begin 1983 besloot het Indonesische leger een aantal leden van de Hansip in de regio te degraderen tot Ratih. Sommige Ratih weigerden echter hun wapens in te leveren, en sloten zich in plaats daarvan aan bij de pro-onafhankelijke Falintil.
De wrok tegen de Indonesische bezetting werd nog versterkt door de seksuele intimidatie van plaatselijke vrouwen door het Indonesische leger.
Op 8 augustus 1983 werd de Indonesische militaire post in Kraras aangevallen door leden van Falintil en ex-Ratih. Bij de aanval werden 14 Indonesische soldaten gedood. Vervolgens ontvluchtten de meeste inwoners van Kraras de nederzetting en doken onder in de omliggende bergen, uit vrees voor represailles.
Op 7 september 1983 trokken de Indonesische militairen Kraras binnen, staken de meeste huizen in brand en doodden de 4 of 5 mensen die nog in de nederzetting woonden, waaronder een oude vrouw. Vervolgens gingen de militairen op zoek naar de bewoners in de bergen. De gevangenen werden hervestigd in Viqueque.
Op 16 september 1983 brachten Indonesische soldaten en leden van Hansip tussen 18 en 55 van de ex-Kraras bewoners naar een gat in suco Caraubalu en executeerden hen.
Op 17 september 1983 trof het Indonesische leger ex-bewoners van Kraras aan in Buikarin. Zij brachten de meeste mannen naar een plaats die bekend staat als Tahubein en schoten hen dood, waarbij 141 mensen omkwamen.